# سيمكا فاديتت
سيمكا فاديتت (بلانجليزية: simca vedette) هي سيارة كبيرة، تم تصنيعها من عام 1954 إلى 1961 بواسطة صانع السيارات الفرنسي سميكا (بلانجليزية: simca)، في مصنعهم في بواسي، فرنسا. تنافست سيارة سميكا في سوق السيارات الكبيرة في فرنسا في وقت عاد فيه الاقتصاد أخيرًا إلى النمو، وحظيت بنجاح معتدل بأسلوبها الأمريكي الذي انتهى به المصمم الإيطالي رابي. تم تسويقه بأسماء طرز مختلفة وفقًا لمستويات القطع والمعدات. كان فاديتت هو أكبر نموذج لشركة سيمكا في ذلك الوقت، وقد أنتج نسخة أكثر اقتصادا هي سميكا اراين.

## الجيل الأول
تم الاستحواذ من قبل باكازي في يوليو 1954، عندما كانت فورد تستعد لإطلاق سيارتها الجديدة والحديثة فوديتا،  بهيكل صالون بأربعة أبواب على الطراز «الأمريكي»، يشبه إلى حد كبير فورد البريطانية المعاصر أو فاهكسلز. كانت السيارة تعمل بمحرك صغير غير عادي 2351 cc سايد فيلا محرك ف8 المسمى ايكلان في فرنسا، مشتق من عائلة محركات <i id="mwSQ">فريد فالديس</i> ، التي وضع إزاحتها السيارة في " 13<span typeof="mw:Entity" id="mwSw">&nbsp;</span>السيرة الذاتية "فئة الضرائب الفرنسية. مجهزة يومين برميل زينيث-سترومبرغ 32NX المكربن، أنتجت 75 حصان (56 كـو) للجيل الأول. تم نقل الطاقة إلى المحور الخلفي المباشر من خلال ناقل حركة يدوي ثلاثي السرعات مع تغيير العمود. كان لدى فوديت نظام تعليق أمامي مستقل (بواسطة دعامات امك فيرسون) ومكابح أسطوانية على جميع العجلات الأربع.

## الجيل الثاني

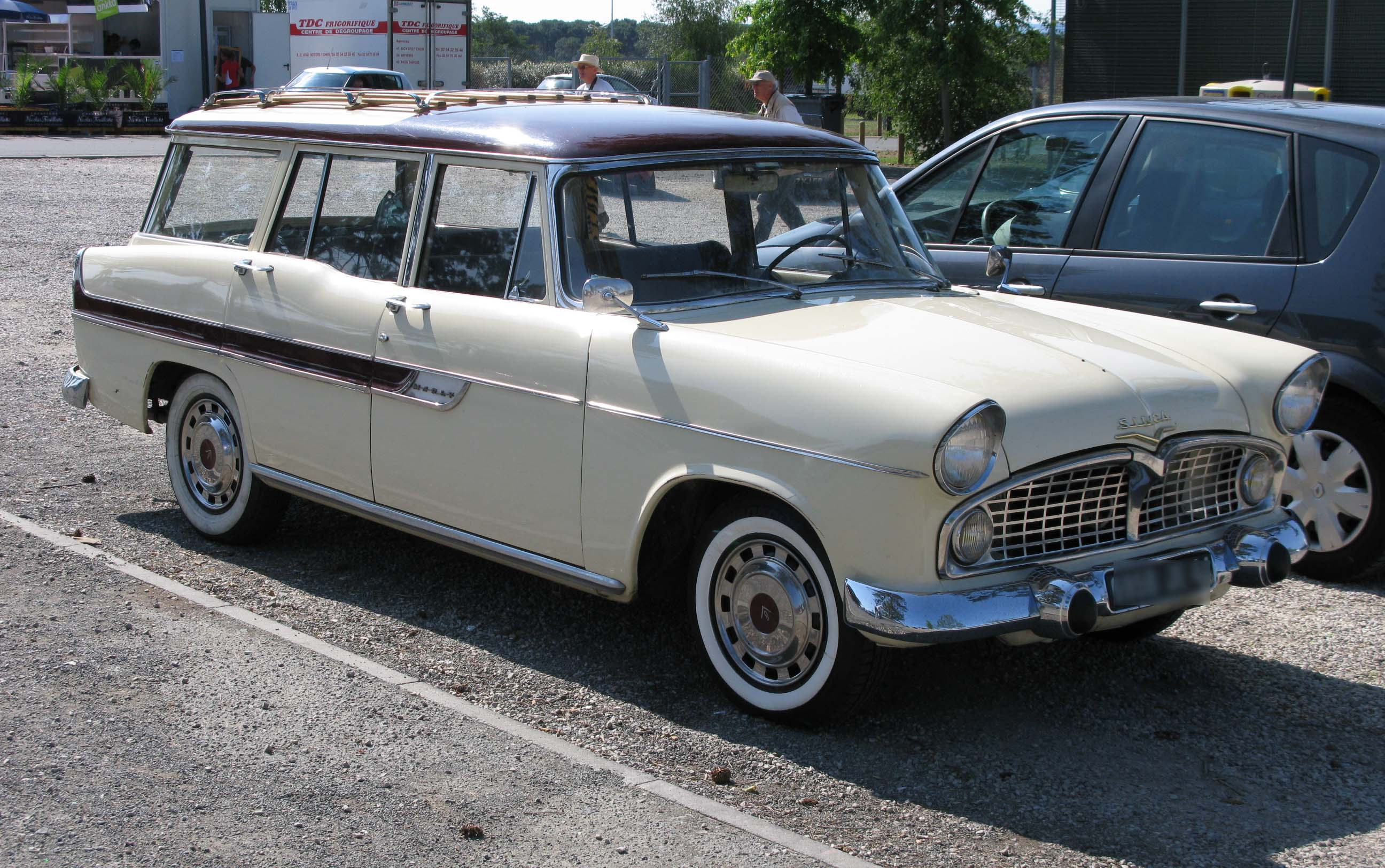
سيمكا فيديت مارلي

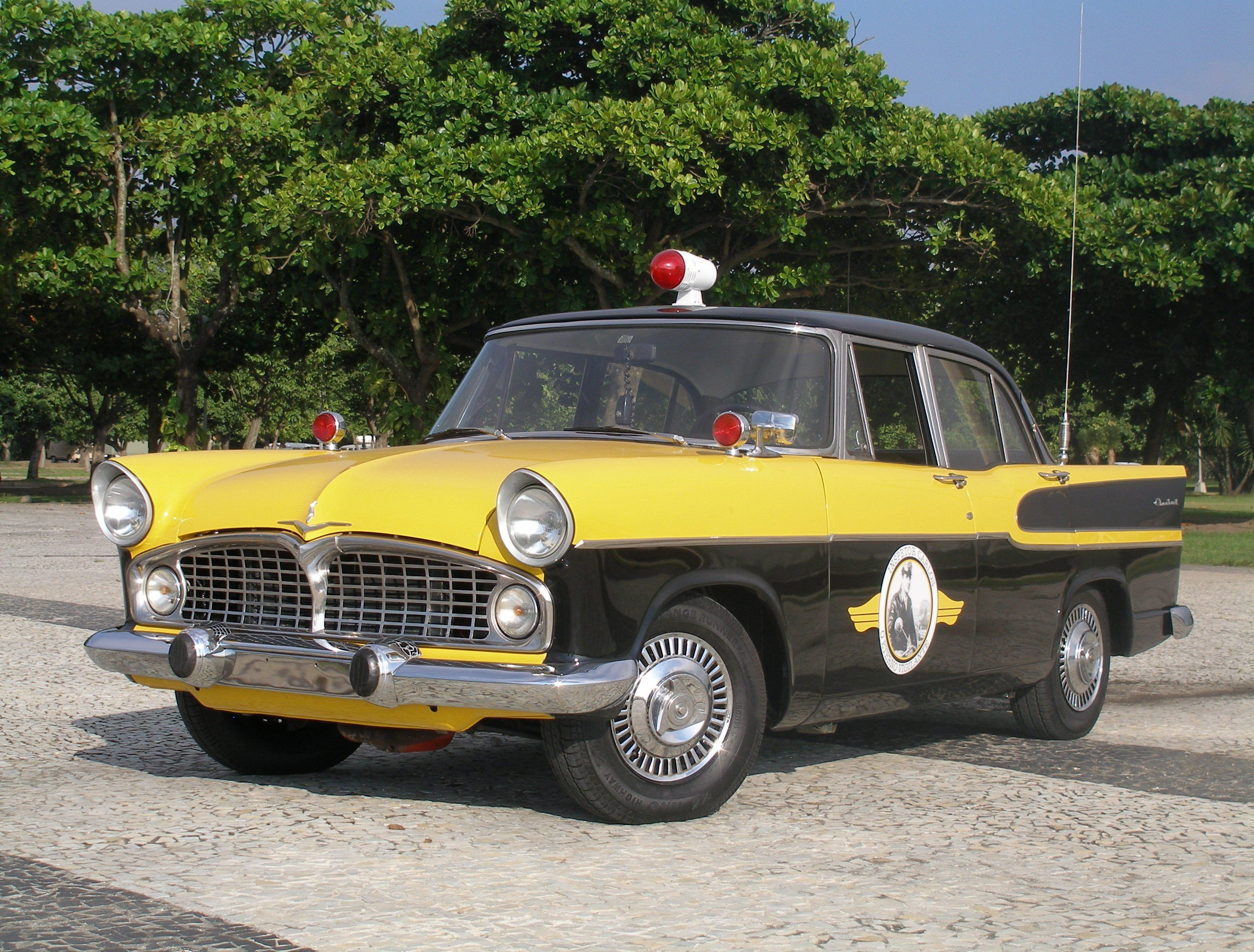
برازيلية الصنع سميكاميكا جامبورد ، استخدمت في المسلسل التلفزيوني " او ف"اكتني ريدفولا

بعد ثلاث سنوات من الإنتاج، تم إعطاء فوديتس أسماء جديدة وجسمًا جديدًا ممدودًا، مع واجهة أمامية أكثر زخرفة وأطراف ذيل كبيرة، مما جعل السيارات أكثر مظهرًا أمريكيًا من ذي قبل. كان هذا جزءًا من اتجاه التصميم الذي أظهرته معظم السيارات الأوروبية الكبيرة في تلك الفترة، والتي كانت، إلى حد ما، مستوحاة من التصميم الأمريكي، حيث ظهرت زعانف الذيل في طرازات باكتوس وفاستس وبي ام سي (بانين فورين- ستايلي) وفوردس وحتى مرسيدس - سيارات بنز في تلك الحقبة. تم رفع المحرك إلى 84 حصان (63 كـو) (تسمى الآن ايكلين 84) لكن المؤهل المالي للسيارة ظل دون تغيير. باستخدام الجسم الجديد، تم استبدال فرساي بـ سميكا فوديت بيليا وريجنر بواسطة جامبورد ، بينما احتفظ العقار باسم فاملي ميرلي.

### أرقام الإنتاج
- 1958 - 28142
- 1959 - 15966
- 1960 - 13914
- 1961 - 3813

### النماذج (السوق البرازيلية)
- شامبورد - 42910
- Présidence - 848
- رالي - 3992
- جانجادا - 2705
- ألفورادا - 378

### إنتاج أسترالي
بعد إعلان في يوليو 1959 أنها ستقوم بتجميع وتسويق نماذج سيمكا في أستراليا،  أنتجت شركة جيريورسيل أستراليا سيارة فوديتا بيلا حتى عام 1962، باستخدام مكونات مستوردة بالكامل ومن مصادر محلية.

## روابط خارجية
- نادي الفديت السويدي نسخة محفوظة 29 ديسمبر 2023 على موقع واي باك مشين.